# NGC 5188
NGC 5188 (również PGC 47549) – galaktyka spiralna z poprzeczką (SBbc/P), znajdująca się w gwiazdozbiorze Centaura. Odkrył ją John Herschel 1 maja 1834 roku.